# Sylvie Potvin
Pour les articles homonymes, voir Potvin.
Sylvie Potvin est une actrice québécoise née le 4 février 1954. 

## Carrière
Sylvie Potvin acquiert une expérience de scène en jouant pendant plus de 20 ans dans la Ligue nationale d'improvisation. Dès ses débuts dans ce théâtre improvisé, elle y côtoie Robert Gravel, Claude Laroche et Marcel Sabourin.

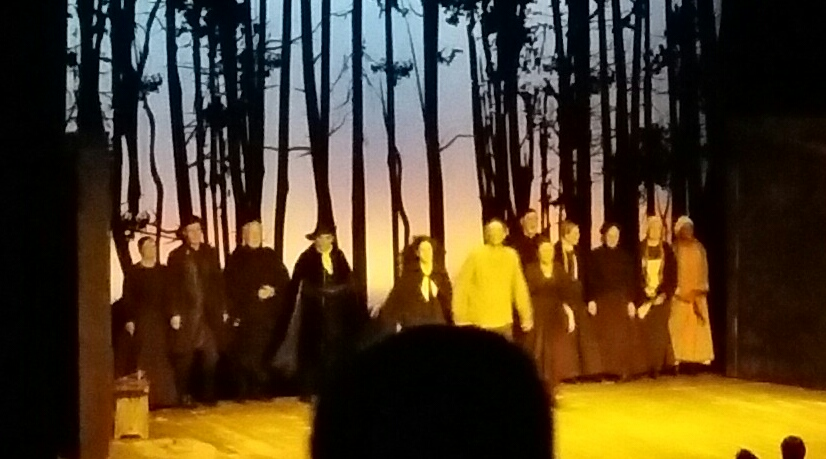
Les acteurs et actrices des Sorcières de Salem (avec Sylvie Potvin) dans la salle André-Mathieu, à Laval (2016).

Elle joue sur plusieurs scènes montréalaises, dont Stabat Mater au Théâtre du Nouveau Monde, Les Contes urbains à La Licorne et Maître Puntila et son valet Matti au Rideau Vert.
Au cinéma, elle joue entre autres dans le film de Claude Meunier, Le Grand Départ, sorti en 2008.
À la télévision, elle a notamment joué dans Radio Enfer (Mme Champoux), Cornemuse (Coquette), Kaboum (Mme Larouche), Les Boys (Lisette), La Petite Vie (Linda Gaudette), et Rock et Rolland (Nicole). Elle a aussi joué dans une dramatique de Janette Bertrand, L'amour qui tue, sur la violence conjugale.

### Filmographie
- 1984 : Other Tongues
- 1989 : Dans le ventre du dragon : Voisine 4
- 1990 : Ding et Dong, le film : Serveuse
- 1993 : Le Voisin (en) : Retirement home nurse
- 1994 : Louis 19, le roi des ondes : Critique 'Festin des loups'
- 1996 : Pudding chômeur
- 1996 : Karmina : Baronne
- 1997 : Les Boys : Lisette
- 1998 : 2 secondes : Serveuse snack-bar
- 1998 : Free Money : Doris
- 2001 : Karmina 2 : La Baronne
- 2001 : Les Boys 3 : Lisette
- 2005 : Maman Last Call : Serveuse au café
- 2005 : Les Boys 4 : Lisette
- 2008 : Le Grand Départ de Claude Meunier : Yvette Craig
- 2010 : Le Journal d'Aurélie Laflamme : Sœur Rose
- 2017  : De père en flic 2 : Carole

### Série télévisée
- 1993 : La Petite Vie : Linda
- 1997 : Lapoisse et Jobard
- 1998 : Réseaux : Marlène Jalbert
- 1998-1999 : Radio Enfer : Mme Champoux
- 1999 : Cornemuse : Coquette
- 2001 : Avoir su... : Mme Boulu
- 2007 : Kaboum : Mme Larouche
- 2007-2012 : Les Boys : Lisette
- 2016-2018: Les Simone :  Louise Lapierre
- 2019- : Madame Lebrun : Margo Le temps que Pierrette Robitaille se remette d'une intervention chirurgicale.

## Web-série
- 2020 : Les Fleuristes